# Offentliga toaletter i Göteborg
Offentliga toaletter i Göteborg är placerade på flera platser i staden. Ett trettiotal sköts av Göteborgs kommun och ett femtontal av företaget JCDecaux.
Det är även möjligt att använda toaletter på ett flertal av stadens restauranger och caféer utan att vara gäst, detta tack vare att Göteborgs kommun slutit avtal med bland annat McDonald's och Burger King, men också ett antal offentliga byggnader såsom stadsledningskontoret
och  Stadsmuseet. I vissa fall krävs att man betalar en avgift för att använda toaletten på någon av restaurangerna och caféerna.

## Olika toaletter

### Gratistoalett i Brunnsparken

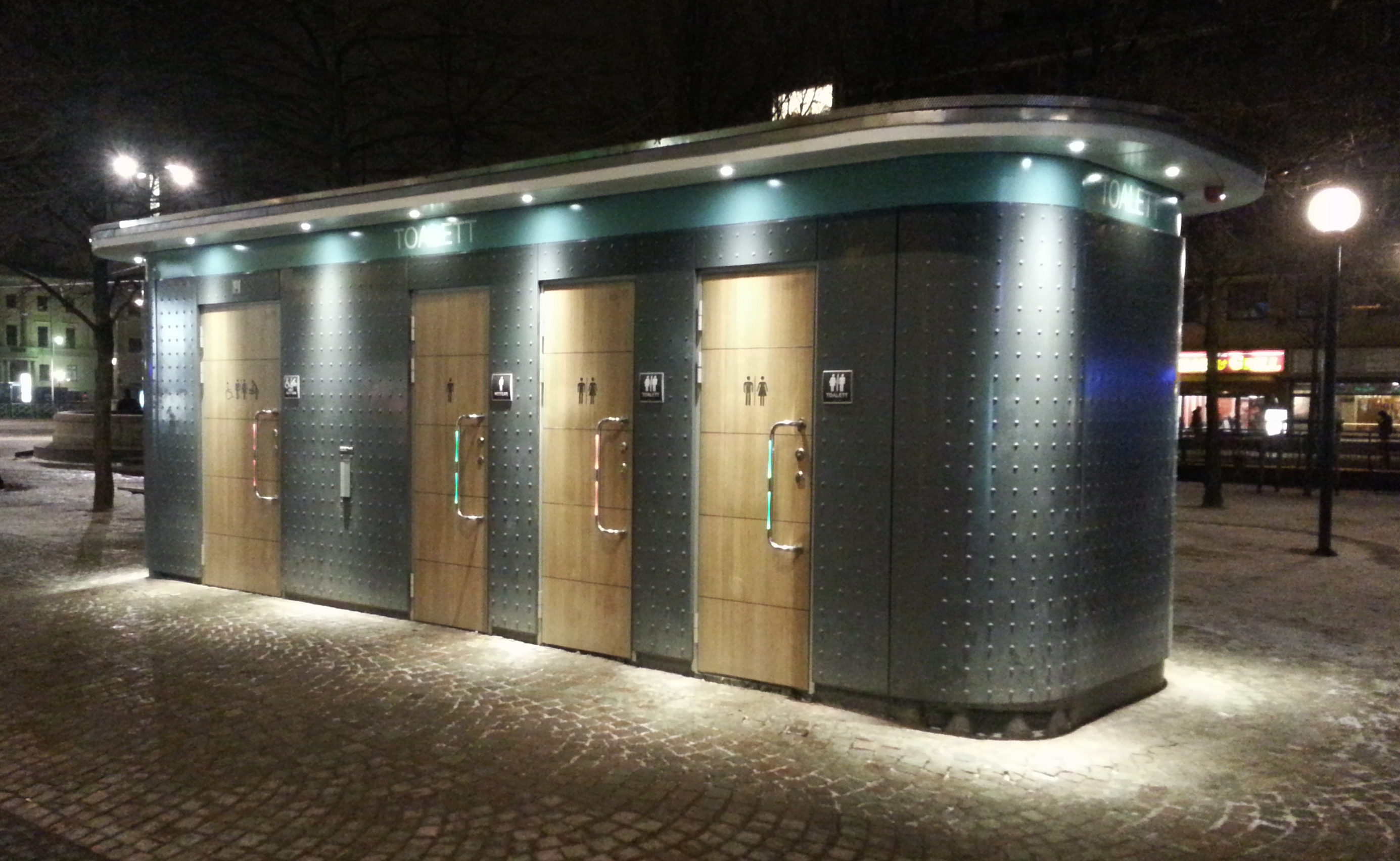
Toaletten i Brunnsparken, januari 2014.

Den 2 oktober 2013 öppnades en liten byggnad med gratistoaletter i Brunnsparken. Den är öppen mellan 06:00 och 23:00 och städas tre gånger om dagen. I byggnaden finns två herr- och damtoaletter, en handikapptoalett och en urinoar. De flesta av toaletternas funktioner är kontaktfria för att förhindra bakteriespridning.

### Urilift

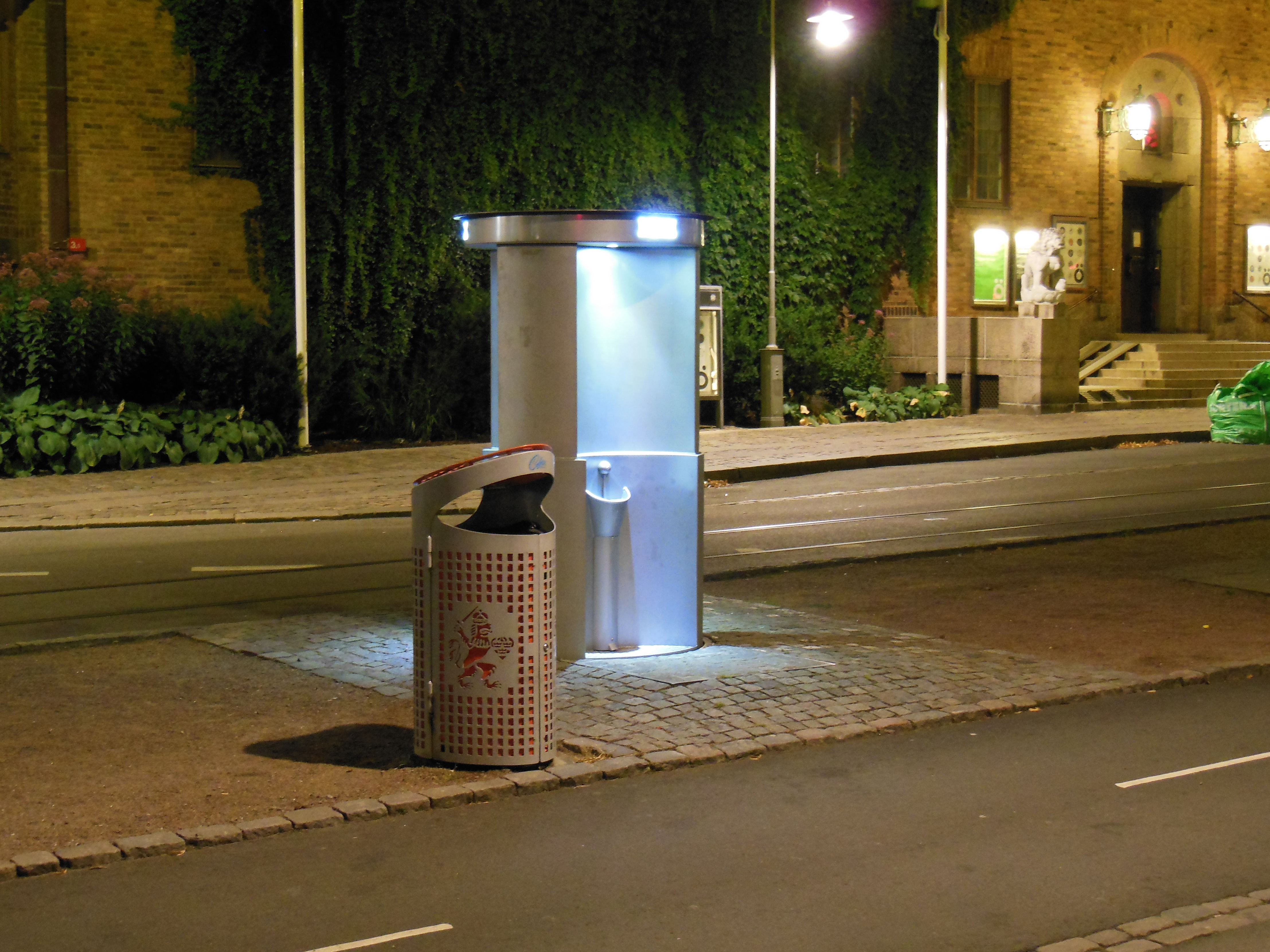
Uriliften vid Valand.

Sedan juni 2013 finns i Göteborg två höj- och sänkbara urinoarer, så kallade Uriliftar, den ena vid Valand och den andra på Kungsportsplatsen. De är nedsänkta i marken dagtid och är endast tillgängliga på fredagar och lördagar mellan cirka 22:00 och 06:00 då de är upphissade. Undantag kan förekomma vid stora evenemang. Höjning och sänkning av urinoarerna sköts med en fjärrkontroll, och för detta ansvarar park- och naturförvaltningen i Göteborg.
Uriliftarna införskaffades bland annat för att minska offentlig urinering i området runt Avenyn. I en undersökning, gjord innan införandet av Uriliftarna, på uppdrag av Göteborgs Stad upplevde hela 85 procent av de boende på och kring Avenyn att urineringen var ett problem under kvällar och helger.

## Rengöring
Kommunens toaletter städas dagligen. JCDecaux toaletter är helautomatiska och både golv och toalettstol städas automatiskt efter varje toalettbesök, och enligt egen uppgift gjorde JCDecaux 1 031 toalettinspektioner under 2012.

## Hitta toaletter
Alla toaletter är inte skyltade, men på en del platser förekommer skyltar som pekar ut toaletter och antalet meter till dessa. Det finns även en mobilapplikation vid namn HittaToaLätt i vilken användare kan hitta närmsta offentliga toalett i Stockholm, Göteborg, Malmö och Kalmar. Applikationen är utvecklad av läkemedelsföretaget Pfizer. Förutom funktion för filtrering av sökningen, såsom att endast söka på toaletter med skötbord, innehåller appen även enkla tester för att upptäcka om man lider av överaktiv blåsa. Applikationen finns endast till Iphone.

## Offentliga toaletter förr

### Översikt
Åtminstone under 1960-talet kunde man finna ett flertal offentliga toalettbyggnader i olika storlekar och utförande i Göteborg. De flesta av dessa var endast avsedda för män, och erbjöd endast urinoar. Toalettbyggnaderna var utsmyckade på olika sätt, dock endast på utsidan. På insidan bestod "utsmyckningen" alltsomoftast endast av en förhöjd relief med bokstäver som bildade texten "Göteborgs Mekaniska Verkstad". Det fanns större, runda byggnader med flera ingångar och innerväggar för att förhindra insyn. Bland annat på Lilla Torget fanns en mindre kur med plats för två personer åt gången. Vid en inventering 1977, var detta den enda återstående av de små gröna kurerna som varit så vanliga. De hade istället ersatts av "små betongbunkers" för en person i taget, och som bedrägligt nog liknade en modern telefonkiosk.
Den verkmästare på Göteborgs mekaniska verkstad som ansvarade för produktionen av dessa kurer kallades enligt den gamla göteborgshumorn för "kurfursten".
Mitt på Packhusplatsen låg förr en liten toalettbyggnad som mest liknade ett litet sommarhus utsmyckat med snickarglädje, snedtak, fönster och ornament. På denna byggnad satt en skylt med stora, versala bokstäver som bildade ordet KABINETT. Det så kallade "kabinettet" hade två ingångar, en för kvinnor och en för män. Bakom en gardinförsedd glaslucka satt en person som mot en avgift lämnade ut nyckel, biljett och toalettpapper.

### Underjordisk toalett i Brunnsparken

Den underjordiska bekvämlighetsinrättningen i Brunnsparken år 1915.

Toalettbyggnaden i Brunnsparken, vilken revs år 1914.

Mellan 1915 och 1989 fanns i Brunnsparken en underjordisk toalettbyggnad, även denna kallad "Kabinettet". Detta togs ur bruk 1989, och där trapporna en gång fanns går nu spårvagnsspår.
Göteborgs stadsfullmäktige beslöt i juni 1910 att förbättra stadens avloppssystem och att införa vattenklosetter. Till en beräknad kostnad av 145 000 kronor skulle en pumpstation byggas i Brunnsparken och en underjordisk bekvämlighetsinrättning i anslutning till denna. Kabinettet skulle enligt de första planerna ha en överbyggnad, men när denna var nästan färdigbyggd tyckte myndigheterna att den störde Brunnsparkens öppna miljö. Därför revs den och man byggde istället ett underjordiskt kabinett med två öppna nedgångar. 369 stycken 15-meterspålar pålades ner i göteborgsleran för att pumpstationen och kabinettet skulle stå stadigt. När kabinettet öppnade 1915 hade den totala kostnaden hamnat på 352 145 kronor. Att kostnaderna skenat iväg så pass mycket skylldes på arbetslönerna som under arbetets gång stigit från 30 till 42 öre i timmen.
Kabinettets två trappor var placerade i närheten av Lejontrappan och ledde ner till de två underjordiska avdelningarna, den ena för damer och den andra för herrar. Enligt göteborgshumorn hade trapporna ledstänger för att man skulle kunna "hålla sig tills man kommer ner". Nedanför trapporna fanns på båda avdelningarna en biljettlucka där man mot en mindre avgift fick en biljett till toaletten. Trapporna, liksom väggarna på sidorna av dessa, var gjorda av granit. Väggarna nere i kabinettet hade glaserat kakel, och golvet täcktes med små vita plattor – så kallade Cambridge tiles. Dörrarna var gjorda av furu med mässingslås från Birmingham. På varje dörr fanns ett räkneverk, så att man kunde kontrollera att antalet besökare stämde med kassan. Herravdelningen bestod av urinoar med plats för tolv personer, samt sju toaletter. Damavdelningen hade fyra toaletter samt "rum för betjäning". Efter att facket bestämt att personalen skulle ha tillgång till kök genomfördes en ombyggnad av lokalerna och fyra toaletter togs bort. Under kabinettets sista år fanns det därför endast fem herr- och två damtoaletter.
Från början var klosettavgiften 15 öre, och i mars 1916 konstaterades att intäkterna för inrättningen låg runt 800 kronor i månaden. Mellan 1965 och 1985 sjönk besökarantalet eftersom många varuhus och större butiker införde kundtoaletter. Under de sista åren låg besökarantalet på runt 300 per dag mellan mars och september, och övriga delen av året på ungefär hälften. Kabinettet hade öppet dagligen mellan 07:00 och 23:00, förutom på julafton då man stängde 15:00. De tre anställda hade titeln "kabinettsvakter" och hade samma löneavtal som sjukvårdspersonal.
Göteborgshumorn har gett upphov till en mängd lustigheter kring denna underjordiska inrättning. Bland de mer rumsrena kan nämnas att en av kvinnorna i biljettluckan kallades "Lorthusblomman" (anspelning på lotusblomma) och en annan för "Karldassfurstinnan" (anspelning på operetten Csardasfurstinnan).